# 宮川彬良
宮川 彬良（みやがわ あきら、1961年2月18日 - ）は、日本の作曲家、編曲家、ピアニスト。本名：宮川 晶（読み同じ）。大阪芸術大学音楽学科元客員教授。
東京都出身。父は宇宙戦艦ヤマトなどを手がけた作曲家の宮川泰。妻はヴァイオリニストの森由利子。次女は女優の宮川安利。所属はスタジオオーデュボン、フェイス音楽出版。

## 来歴・人物
和光高等学校卒業、東京芸術大学音楽学部作曲科中退。
ジャパンアクションクラブ (JAC)、宝塚歌劇団、劇団四季など、多くのミュージカル音楽や、東京ディズニーランドのショー音楽なども手掛けている。宮川によると、本国のスコアのクオリティの高さは勿論のこと『キッズ・オブ・ザ・キングダム』の編曲作業の際、25分のショーでコーラスグループが、30曲近くを巧みに歌い繋ぐという物に単調なコーラスばかりを見てきた日本のアレンジャーにはカルチャーショックだったと回想している。なお、この時代に使用していた録音スタジオは後に『宇宙戦艦ヤマト2199』の録音にも使用したという。2004年には松平健の歌う『マツケンサンバII』が大ヒットし、第55回NHK紅白歌合戦で歌われた。また、本人もコンサートCDを複数発売している。日本放送協会 (NHK) やJ-WAVEなどのラジオ番組にも出演し、様々なジャンルの音楽の普及に努めている（なお、ウィキペディアの本項では以前「主としてクラシック音楽を中心とした音楽の普及に努めている」と書かれていたが、本人は「全然違いますから」「僕はどっちかっていうとジャズ系の家に生まれたので」と否定しており、幼少期から家のラジオやテレビで流れてくるのはジャズやブルースの音楽で、むしろクラシック音楽は高校生になるまで嫌いだったため、クラシック音楽は大きくなっていく過程でようやく勉強しはじめたと語っている）。
関西地区、特に宝塚周辺において、地域に密着した音楽活動も積極的に行っている。1995年からは大阪フィルハーモニー交響楽団のポップス・コンサートの音楽監督を担当、1996年にはその活動に対してABC国際音楽賞が贈られた他、アンサンブル・ベガ（後述）を率いて頻繁に演奏会を行っている。また、浜松海の星高等学校吹奏楽部、宝塚市立宝梅中学校吹奏楽部と共に自作の初演を行うなどしている。
1997年のなみはや国体で用いられた楽曲「メドレーマーチ“Oh!Namihaya”」「グランドオペラなみはやの夢」を手掛けたことから、大阪市音楽団（現：Osaka Shion Wind Orchestra）と交流があり、2007年には、大阪市音楽団を指揮し、特別演奏会を公演、吹奏楽で初めてのCD「ブラスバンド・バラエティ 宮川彬良&大阪市音楽団」（ライブ版）をリリースする。このライブで、父宮川泰の曲（『宇宙戦艦ヤマト』、『ズームイン!!朝!』、『ゲバゲバ90分』等）を吹奏楽版に編曲するという親子のコラボレーションと「マツケンサンバ」の作曲家が吹奏楽と共演することが話題を呼んだ。2010年に大阪市音楽団のアーティスティック・ディレクターに就任し、民営化後の2014年からは音楽監督を務める。
父同様に、テレビ番組にも積極的に出演している。また、2003年から2013年までNHK教育テレビの音楽番組『クインテット』において、アキラ役で出演していた。
その他、合唱曲も数多く手掛けている。

### 宇宙戦艦ヤマトシリーズとの関わり
父・泰の代表作であり、自身のデビュー作でもある「宇宙戦艦ヤマトシリーズ」には高校生当時から関わっている。『宇宙戦艦ヤマト 完結編』に曲を提供した1980年代までは本名である宮川晶の名でクレジットされていた。
元々はテレビ版放送当時、視聴者として見ていたヤマトファンで、居間のテレビは妹が別の番組を見ていた為、多忙でスタジオに寝泊まりしていて帰れなかった父の寝室のベッドに寝そべりながらポータブルテレビで見ていた。
高校生当時の1978年6月22日、武蔵野音楽大学のベートーヴェンホールにて泰の作曲・編曲による『さらば宇宙戦艦ヤマト 愛の戦士たち 音楽集』の「白色彗星」を、「志村拓生」名義でパイプオルガンを用いて演奏している。しかし、当時はうまく演奏できず、テイクが36回に及んだという。元々、同大学の教授に演奏を断られたため、オルガンを弾けるという理由で白羽の矢が立ったが、当時の彬良が弾いていたのはロックのオルガンであり、パイプオルガンは弾いたことがなかったそうである。
『ヤマトよ永遠に』では、とあるシーンのBGMを数曲作曲する。長めのものを1曲と短めのものを2、3曲作ったが、長めの曲はプロデューサーの西崎義展に「ヤマトの曲じゃない」と評されて未採用となり、短めの曲が採用された。なお、泰がポップス寄りだったのに対し、当時の彬良はクラシック寄りだったとのことであり、未採用に終わった曲は録音に立ち会っていた西崎が彬良による作曲と知らないにもかかわらず、演奏が始まった途端に「宮川（泰）さん、どうかしたのかと思った」とつぶやくほどそれまでの曲とかけ離れたものであり、後でテープで聞きなおしてみて自身も「これは父には書けない曲だ」と思ったそうである。これ以降、何曲かを泰から任されるようになり、『宇宙戦艦ヤマトIII』では「第18機甲師団」や「バーナード星の戦闘」、『宇宙戦艦ヤマト 完結編』では「大ディンギル帝国星」などを作曲した。当人曰く「大ディンギル帝国星」は今でも自信作とのこと。
『宇宙戦艦ヤマト 復活篇』では作曲の依頼を受けていたが、第1作への思い入れから「復活篇はないだろう」と感じたことや、新作のたびに泰が苦労していたことを知っていたために自信がなかったことなどの理由により、断っていた。しかし、『永遠に』などで未採用に終わった曲のうちの何曲かが、劇中で使用されている。
『宇宙戦艦ヤマト2199』についても当初は断ろうと思っていたが、第1作のリメイク作品であることを聞いたうえ、「最初のヤマトをやりたい」というスタッフの意向に賛同し、依頼を快諾した。なお、旧作用BGMのマスターテープは劣化して使えず、譜面も現存していないため、彬良は耳コピーで本作用の楽譜を2か月かけて起こしたという。
『宇宙戦艦ヤマト2202 愛の戦士たち』や『宇宙戦艦ヤマト2205 新たなる旅立ち』についても、引き続き音楽を担当している。

### 音楽のジャンルについて
音楽のジャンルについては、「音楽業界の都合で仕分けされている部分が多分にある。最近ではもうこれ以上分けられないというほど細分化されてしまっているけれど、本来、音楽って商業主義のマス目の中でつくられる文化ではない。一説によると言語が出来る前から音楽があったとも言われている。古い音をコレクションするような気持ちで聴いても、あまり意味はないんじゃないかな。」
「そもそも、何を音楽とするのか。よく考えてみると、僕らは日常生活の中で無意識のうちに音楽を聴いています。関西弁のアクセントはそれ自体音楽ですよね。工事現場にも、歯医者さんにもそれぞれの音がある。これだけ文化がシャッフルされてしまっている現代においては、日常の中の様々な音を含めて、音を“観る”ようにしながら、“この音楽、こんなこと語ってるよ”“こんな場面が見える”“こんなふうにわくわくする”と感じ取るようにしていけたらいいのでは、と思います。」と話した。

### ベートーヴェンの運命について
ベートーヴェンの交響曲第5番『運命』については、（初めの“じゃじゃじゃじゃ～ん”をピアノで弾きながら）「このモチーフは、"運命"がやってきて扉を3回ノックしている。自分ではそれをどうすることもできないということを、次の音を下げることで表現しているんです。♪下がるぞ～♪、♪成績下がるぞ～、給料下がるぞ～♪と続く」「それが、第2テーマになると、主人公は新たな発見をする。♪よく見てみ～ろ、上がるから下がる、上がるも下がるも同じだ、ならば下がろう楽しく下がりましょ、怖くない！♪と、音色も楽しく終わるんです。ベートーヴェンのそんな哲学が込められているのですね」と見解を述べている。

## アンサンブル・ベガ
1998年に、阪神・淡路大震災からの心の復興を目的として結成。演奏会の常連からは「アン・ベガ」と呼ばれ親しまれている。宮川彬良と東西のオーケストラの首席奏者8名から成り、演奏会における曲の作曲・編曲、ピアノ、司会を宮川彬良が担当している。結成以後から徐々に、演奏会の親しみやすさや、「8人なのにオーケストラの音がする」などと形容される演奏者のクオリティが話題になり始める。本拠が、宝塚市立文化施設ベガ・ホールという狭小な市民ホールであるのにもかかわらず、次第にその活動地域を広げ、2003年からはNHK教育テレビで放映された音楽教養番組『クインテット』の演奏も担当、2007年には、初の東京公演を行う。演奏会は前記のベガ・ホールのほか、兵庫県立芸術文化センターにおいてその多くが行われる。2005年に、坂井時忠音楽賞を受賞している。

## 主な作品

### 演劇
- ミュージカル ゆかいな海賊大冒険 （1982年 - 1984年、演出・主演 : 千葉真一） ※宮川晶名義。樋口康雄と合作。
- ミュージカル あしながおじさん（1983年、主演 : 原田知世）
- ミュージカル 酔いどれ公爵 （1985年、演出・主演 : 千葉真一） ※宮川晶名義。
- ミュージカル STAND UP!（1988年、出演 : 谷啓、ジェリー藤尾ほか） ※老人呆け問題をテーマにした作品。
- 舞台 身毒丸（1995年、演出 : 蜷川幸雄） 読売演劇大賞のスタッフ賞を受賞。
- 舞台 ハムレット（2002年初演、演出 :栗田芳宏）　2004年再演、読売演劇大賞のスタッフ賞を受賞。
- 舞台 さらば、わが愛 覇王別姫（2008年、演出 : 蜷川幸雄）
- 舞台 ムサシ（2009年、演出 :蜷川幸雄）
- 音楽劇 ～ノッポさんのちいさな音楽劇～ ありがとう! グラスホッパー[13]
- 歌劇『あしたの瞳』（2013年9月）
- 舞台 燃えよ剣～土方歳三に愛された女、お雪～（2013年、出演 : 十朱幸代）
- 交響劇「船に乗れ!」（2013年）
- 漂流劇 ひょっこりひょうたん島（2015年） ※宇野誠一郎と合作。
- 妄想歌謡劇『上を下へのジレッタ』（2017年5月）[14]
- ミュージカル『ナイン・テイルズ〜九尾狐[クミホ]の物語』（2018年1月、演出 :田尾下哲）
- 祝祭音楽劇『天保十二年のシェイクスピア』（2020年2月、演出 :藤田俊太郎）　読売演劇大賞のスタッフ賞を受賞。
- ミュージカル「DOROTHY（ドロシー）〜オズの魔法使い〜」（2022年8月 - 9月、作・演出：田尾下哲）[15]

### アニメ
- 宇宙戦艦ヤマトIII（1980 - 1981年、読売テレビ）「第18機甲師団」「バーナード星の戦闘」を担当
- 大草原の小さな天使 ブッシュベイビー（1992年、フジテレビ系「世界名作劇場」）
- 星のカービィ（2001 - 2003年、CBC・TBS系）
- 風の少女エミリー（2007年、NHK）
- 真マジンガー 衝撃! Z編（2009年、テレビ東京系）
- 宇宙戦艦ヤマト2199（2013年、MBS・TBS系）※宮川泰と共同
- 宇宙戦艦ヤマト2202 愛の戦士たち（2018 - 2019年、テレビ東京ほか）※宮川泰と共同
- グリム組曲（2024年、NETFLIX）[16]

### テレビドラマ
- いとしの婿どの（1989年、東海テレビ）
- リトルステップ－命の限り踊りたい－（1990年、TBS）
- 新金色夜叉 百年の恋（1990年、東海テレビ）
- トーキョー国盗り物語（1993年、NHK）
- 青年は荒野をめざす'99（1999年、名古屋テレビ）
- 天の瞳シリーズ（2000 - 2002年、テレビ朝日、原作：灰谷健次郎）
- 初笑い!浪花夢一座（2004年、NHK）
- ちかえもん（2016年、NHK）　※音楽だけでなく第一話では徳川綱吉役として出演している。
- 連続テレビ小説 ひよっこ (テレビドラマ)（2017年、NHK）[注 3]
- 特集ドラマ「アイドル」（2022年、NHK）[17]

### テレビ・ラジオ番組
- 空飛ぶ林檎（NHK「みんなのうた」、初回放送が1985年8月 - 9月、編曲を本名表記で担当）[18]
- にっぽん列島ただいま6時テーマ曲（NHK総合、1986年4月7日初回放送、本名表記で担当）[19]
- おもいッきりDON!（日本テレビ系、2009年10月5日 - 2010年3月26日 ）
- ラジオあさいちばんテーマ曲(NHKラジオ第一、2012年4月 - 2015年3月)

### 吹奏楽曲
- 組曲「ブラック・ジャック」（室内楽版、吹奏楽版の二種あり。吹奏楽版は上記の宝塚市立宝梅中学校が初演）
- やらまいか行進曲（上記海の星高校が初演。「やらまいか」とは、浜松方言で「やってみようじゃないか」の意味）
- 現代吹奏画報（バンド維新2017）
- 僕らのインベンション（2020、2021年度全日本吹奏楽コンクール課題曲III、全日本吹奏楽連盟委嘱作品）
- 吹奏情話、八尾（八尾市委嘱作品）
- Fun, Fun, Fantastico!
- 吹奏楽のためのソナタ「ブラック・ジャック」
- バレエ音楽「欲望という名の電車」
- 生業（ナリワイ）
- 大ラッパ供養

### その他
- マツケンサンバII
- マツケンサンバIII
- 栄光の道（松井秀喜の公式応援歌）
- きずな（歌：松浦亜弥）
- アリエスの星（歌：平原綾香）
- 明日の朝、神様がいらっしゃるよ（歌：ことのみ児童合唱団 2010年10月 - 12月 ラジオ深夜便の歌）
- シンフォニック！マンボNo．5 『運命』（宮川彬良指揮／大阪フィルハーモニー交響楽団）
- ETERNAL EDITION File No.0 交響組曲 新 宇宙戦艦ヤマト（『新宇宙戦艦ヤマト』イメージアルバム）※宮川泰と共同編曲
- 風のオリヴァストロ（AQUOS　美術館 かくて名画は生まれた テーマ曲）
- 世田谷区立世田谷中学校校歌[20]（作詞：重松清）
- 日本薬健CM-薬健サンバ
- 私のお気に入り（リチャード・ロジャース作曲による同名曲の吹奏楽編曲、NEW SOUNDS IN BRASS '95. 第23集に収録）
- Funky Metro Road （Osaka Metroテーマ曲）
- 横浜市立港南台第一中学校校歌[21]

### ディスコグラフィ
- ズームイン！！朝！/ゲバゲバ90分（2005年　父：泰が作曲した、テーマ曲2作を彬良が吹奏楽用にアレンジ）
- アキラさんのソングブック 宮川彬良ソング&コーラス（2008年7月23日）

## 出演
- 音楽・夢コレクション（NHK総合テレビジョン）（1989年4月22日 - 1991年3月30日）
- クインテット（NHK教育テレビ）（2003年4月7日 - 2013年3月30日）
- どれみふぁワンダーランド（NHK BS2）
- 題名のない音楽会（テレビ朝日系） - 「アキラさんの大発見!シリーズ」で随時出演
- きょうも元気でわくわくラジオ（NHKラジオ第1） - 2ヶ月に1回、金曜日の「ときめきカルチャー・宮川彬良の音楽ドレミ塾」に出演
- 宮川彬良のショータイム（NHK BSプレミアム）
- 玉川美沙 ハピリー（文化放送） - 「ハピリーくらしっく」のコーナーに出演（2012年4月 - 2018年3月）
- 音楽旅行（文化放送） - 2012年8月・9月度パーソナリティ
- SWITCHインタビュー 達人達（2015年4月11日、NHK Eテレ）俳優吉田鋼太郎と対談
- 甦れ!青春ポップス（BS朝日）
- ららら♪クラシック（NHK Eテレ）
- クラシックＴＶ「大作曲家はみんな編曲名人」
- おげんさんといっしょ（NHK総合）（2021年11月23日）
- 月曜から夜更かし（日本テレビ系列）（2023年3月13日）
- 今夜は見せまっせ